# Franciszek Siarczyński
Franciszek Siarczyński (Hruszowice, 1758. október 12. – Lviv, 1829. november 7.) lengyel római katolikus pap, a piarista rend tagja, történész, geográfus, tanár, író és publicista.

## Életpályája
Franciszek Siarczyński a varsói Collegium Nobiliumban 1781 és 1785 között a nyelvtan, a történelem és a földrajz előadója volt. A lengyelországi felvilágosodás korában rendszeres vendége volt a lengyel király, II. Szaniszló Ágost lengyel király (Stanislav August Poniatowski) által rendezett csütörtöki vacsoráknak. A „Geografii, czyli opisania naturalnego, historycznego i politycznego krajów i narodów” (Földrajz, természetrajz, történelem és politika az országról és polgárairól) című három kötet szerzője.
Az 1794-es Kościuszko-felkelés idején a Gazeta Wolna Warszawska (Szabad Varsó) című lapnak írt.
Anyagot gyűjtött a Słownika historyczno-statystyczno-geograficznego Galicji (Galícia történelmének, statisztikájának és földrajzának enciklopédiája) számára, amely 1857-től részenként jelent meg a Lwówi Közlöny „Rozmaitościach” című heti mellékleteként: Gazeta Lwowska.
Miután 1827-ben az Ossoliński-házbeliek könyvgyűjteményét Bécsből Lwówba helyezték át, 1827-től 1829-ig az Ossolineum Nemzeti Könyvtár első igazgatója lett.
Egyházi tisztségei közé tartozott a jarosławi plébános, a varsói és a przemyśli székesegyházi kanonok, valamint a kozienieci (1789) és a łańcuti (1799) perjelség.

## Fordítás
- Ez a szócikk részben vagy egészben  a   Franciszek Siarczyński című angol Wikipédia-szócikk fordításán alapul.  Az eredeti cikk szerkesztőit annak laptörténete sorolja fel. Ez a jelzés csupán a megfogalmazás eredetét és a szerzői jogokat jelzi, nem szolgál a cikkben szereplő információk forrásmegjelöléseként.